# نظرية المعرفة الدينية
تغطي نظرية المعرفة الدينية المناهج الدينية للمسائل المعرفية، أو محاولات فهم القضايا المعرفية التي تأتي من المعتقد الديني. تنطبق الأسئلة التي يطرحها علماء المعرفة على المعتقدات والافتراضات الدينية سواء بدت عقلانية، أو مبررة، أو معقولة، أو مبنية على أدلة، وما إلى ذلك. تؤثر وجهات النظر الدينية أيضًا على النظريات المعرفية، كما هو الحال في نظرية المعرفة الإصلاحية.